# Цзянцзинь
Цзянцзи́нь (кит. упр. 江津, пиньинь Jiāngjīn, буквально: «речной брод») — район городского подчинения города центрального подчинения Чунцин (КНР).

## История
При империи Северная Ци в 487 году здесь был образован уезд Цзянчжоу (江州县). При империи Западная Вэй он был переименован в уезд Цзянъян (江阳县). При империи Суй в 598 году в связи с тем, что уездный город стоял на важном броде через реку, уезд был переименован в Цзянцзинь. При империи Тан в 620 году западная часть уезда была выделена в отдельный уезд Ваньчунь (万春县), впоследствии переименованный в Ваньшоу (万寿县). При империи Сун в 967 году уезд Ваньшоу вновь был присоединён к уезду Цзянцзинь.
В 1949 году уезд был включён в состав Специального района Бишань (壁山专区) провинции Сычуань. В 1951 году в связи с тем, что администрация специального района переехала из Бишаня в Цзянцзинь, он был переименован в Специальный район Цзянцзинь (江津专区). В 1960 году администрация специального района переехала из Цзянцзиня в Юнчуань, но район тогда переименовывать не стали. В 1968 году Специальный район Цзянцзинь был переименован в Округ Цзянцзинь (江津地区). В 1981 году Округ Цзянцзинь был переименован в Округ Юнчуань (永川地区). В 1983 году округ Юнчуань был расформирован, а его территория передана под юрисдикцию Чунцина.
В 1992 году уезд Цзянцзинь был преобразован в городской уезд, и при этом был подчинён напрямую властям провинции Сычуань, которые делегировали управление Цзянцзинем властям города Чунцин. В 1997 году Цзянцзинь вернулся в состав Чунцина. Постановлением Госсовета КНР от 22 октября 2006 года городской уезд Цзянцзинь был преобразован в район городского подчинения.

## Административно-территориальное деление
Район Цзянцзинь делится на 4 уличных комитета и 24 посёлка.

## Экономика
В районе развиты сельское хозяйство, производство продуктов питания и стройматериалов, туризм. Главными туристическими локациями являются горы Симянь (славятся своими лесами, озёрами и водопадами) и старый город Чжуншань.

## Транспорт
В районе Цзянцзинь через реку Янцзы переброшено несколько автомобильных и железнодорожных мостов. 

### Железнодорожный
Через Цзянцзинь проходят железные дороги Сычуань — Гуйчжоу (участок Чунцин — Гуйян) и Чэнду — Чунцин, высокоскоростная железная дорога Чунцин — Гуйян, высокоскоростная железная дорога Чунцин — Чанша и Пятая линия Чунцинского метрополитена.
Важное значение имеет логистический центр на железнодорожной станции Сяонанья, через который грузы направляются в Чэнду, Баошань, Россию и порты Гуанси.

## Галерея

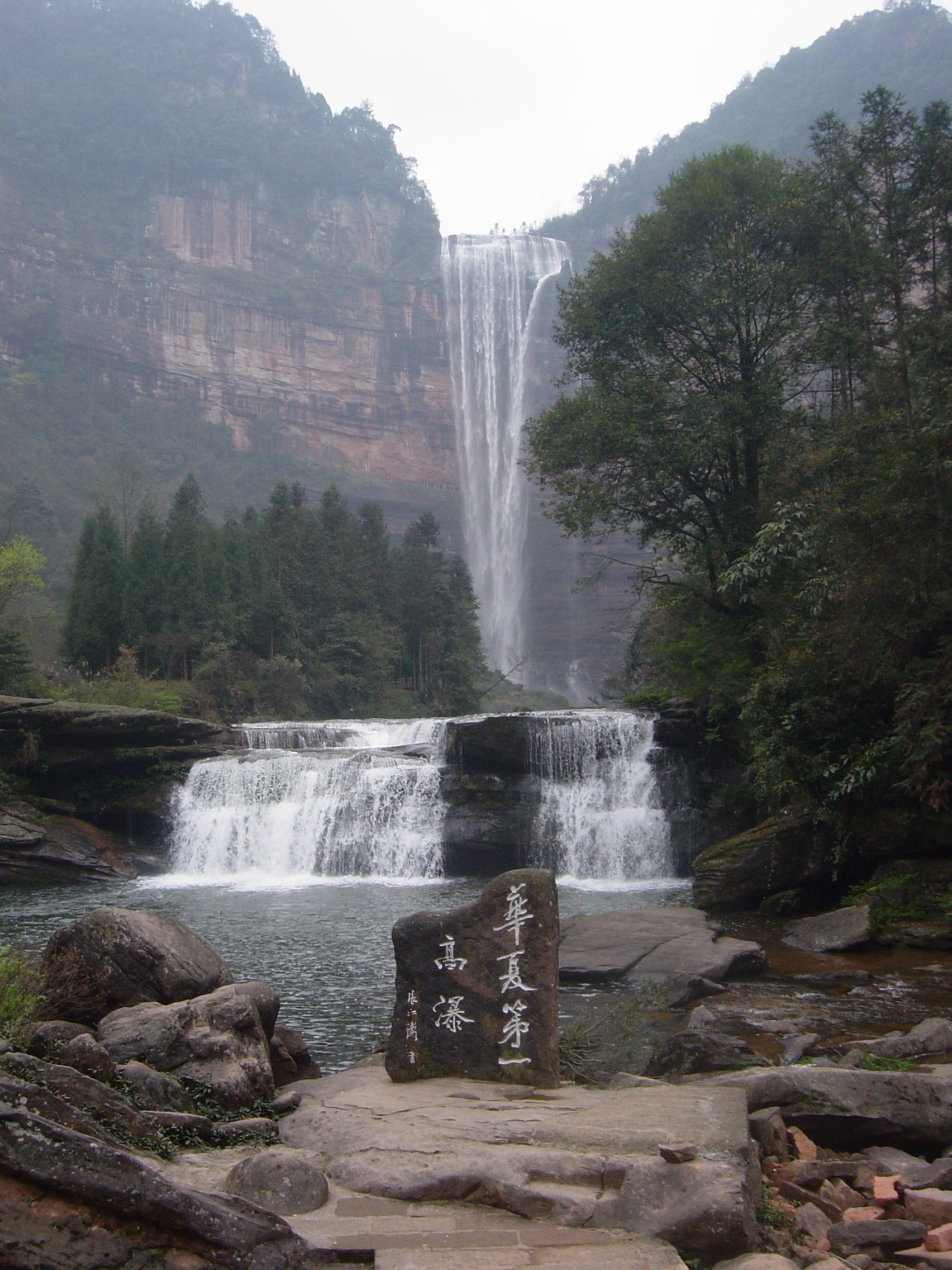
Водопад Вансянтай
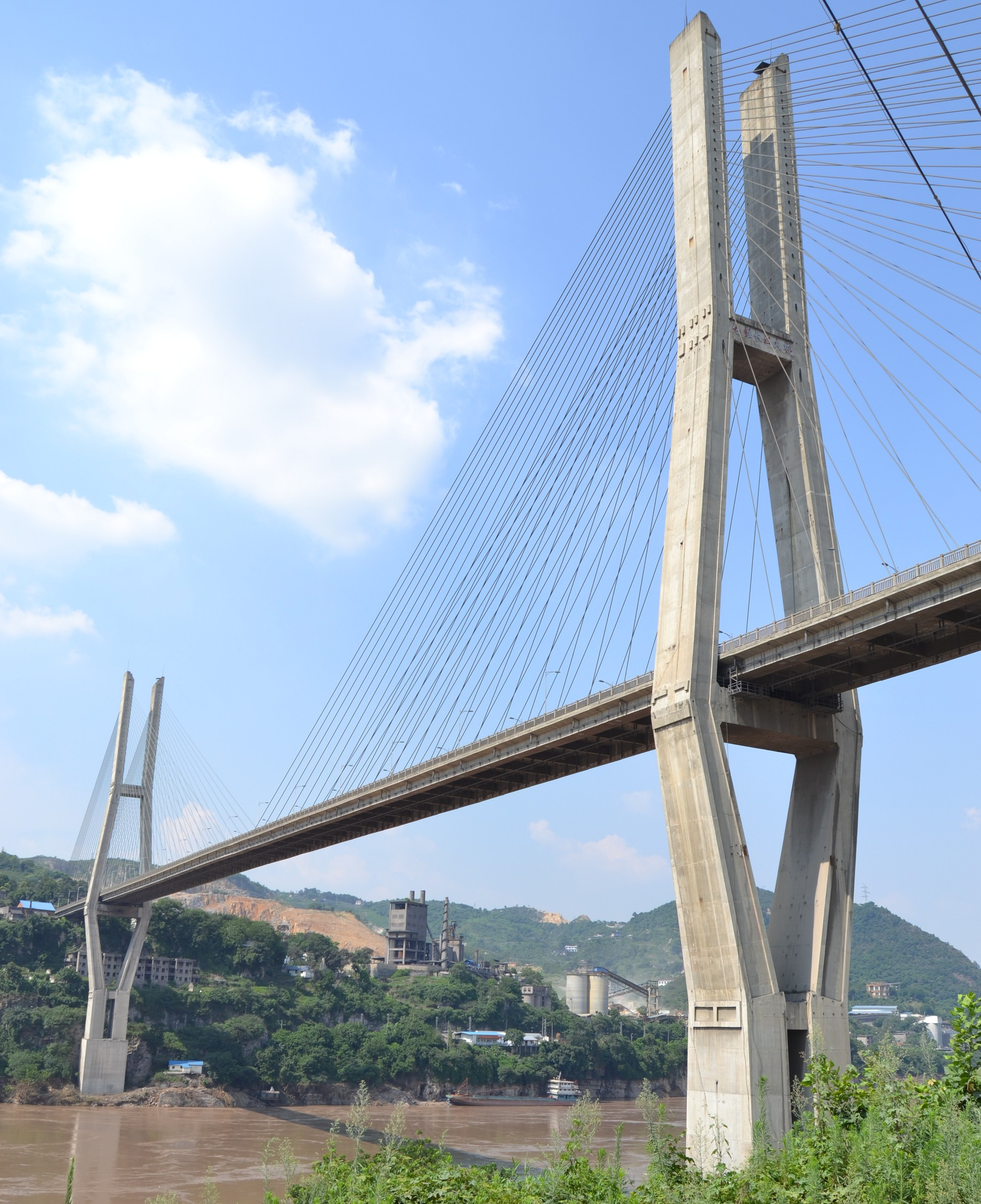
Мост Дивэй через Янцзы
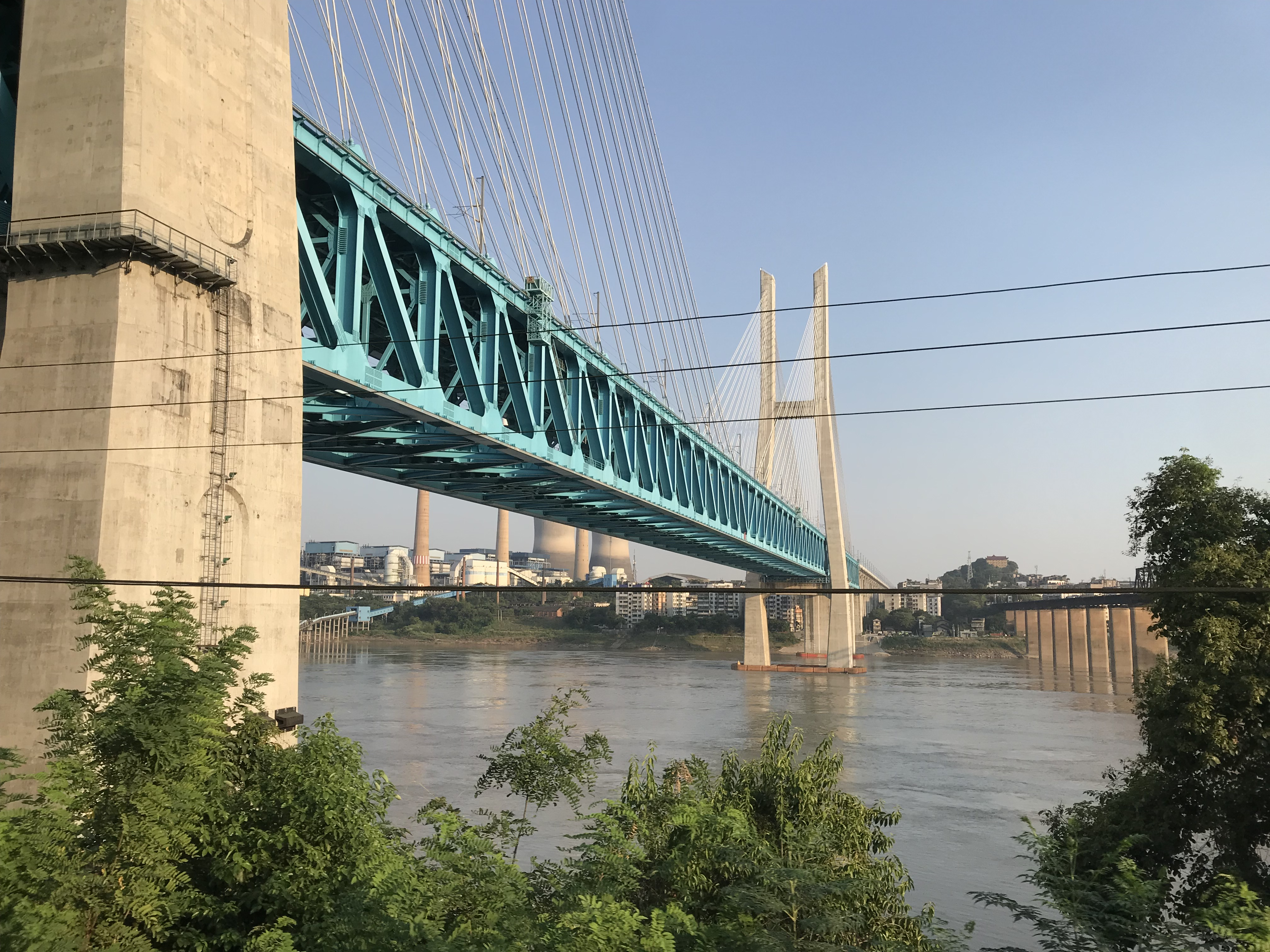
Мост Нью-Байшато
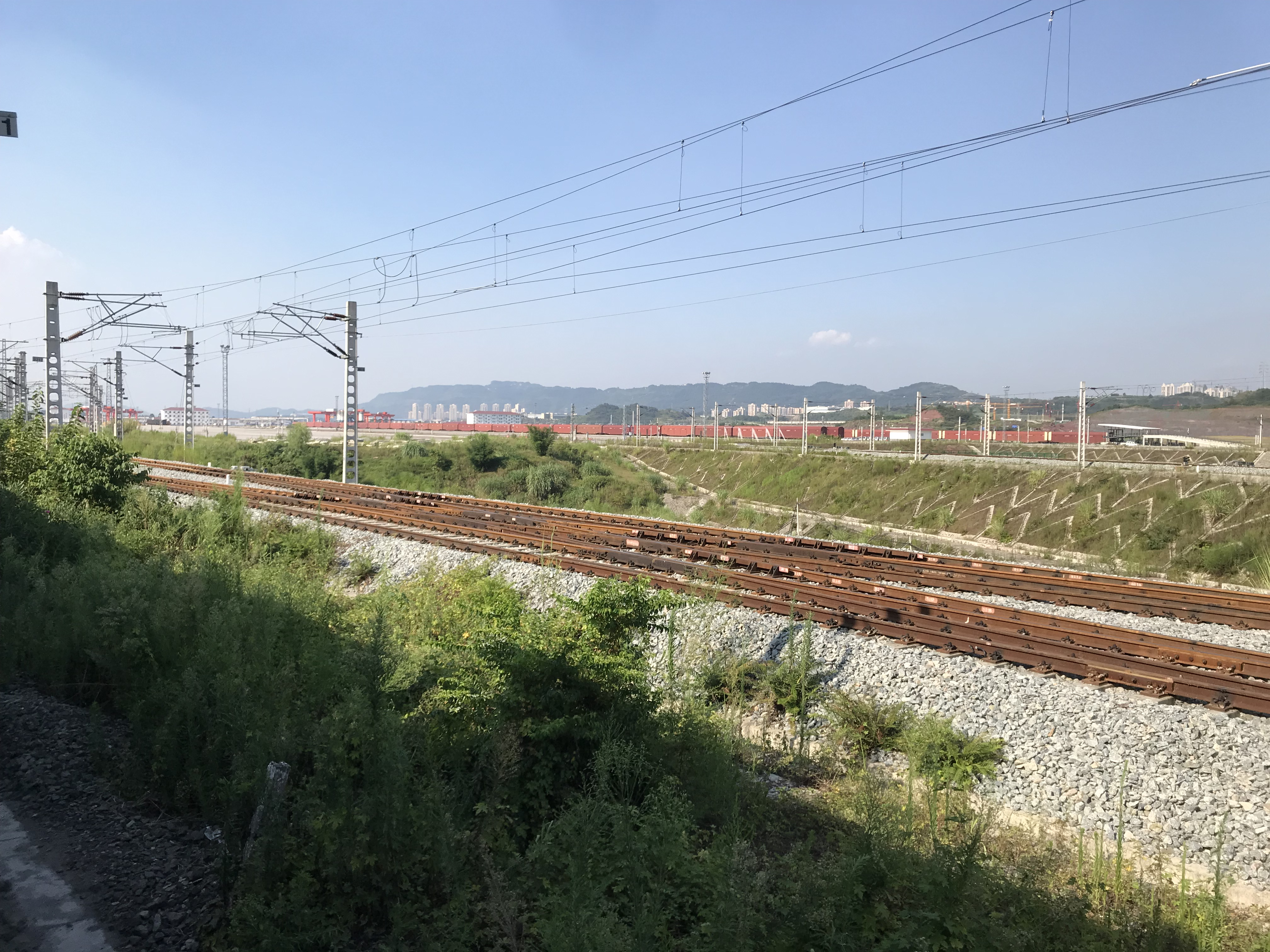
Станция Сяонанья
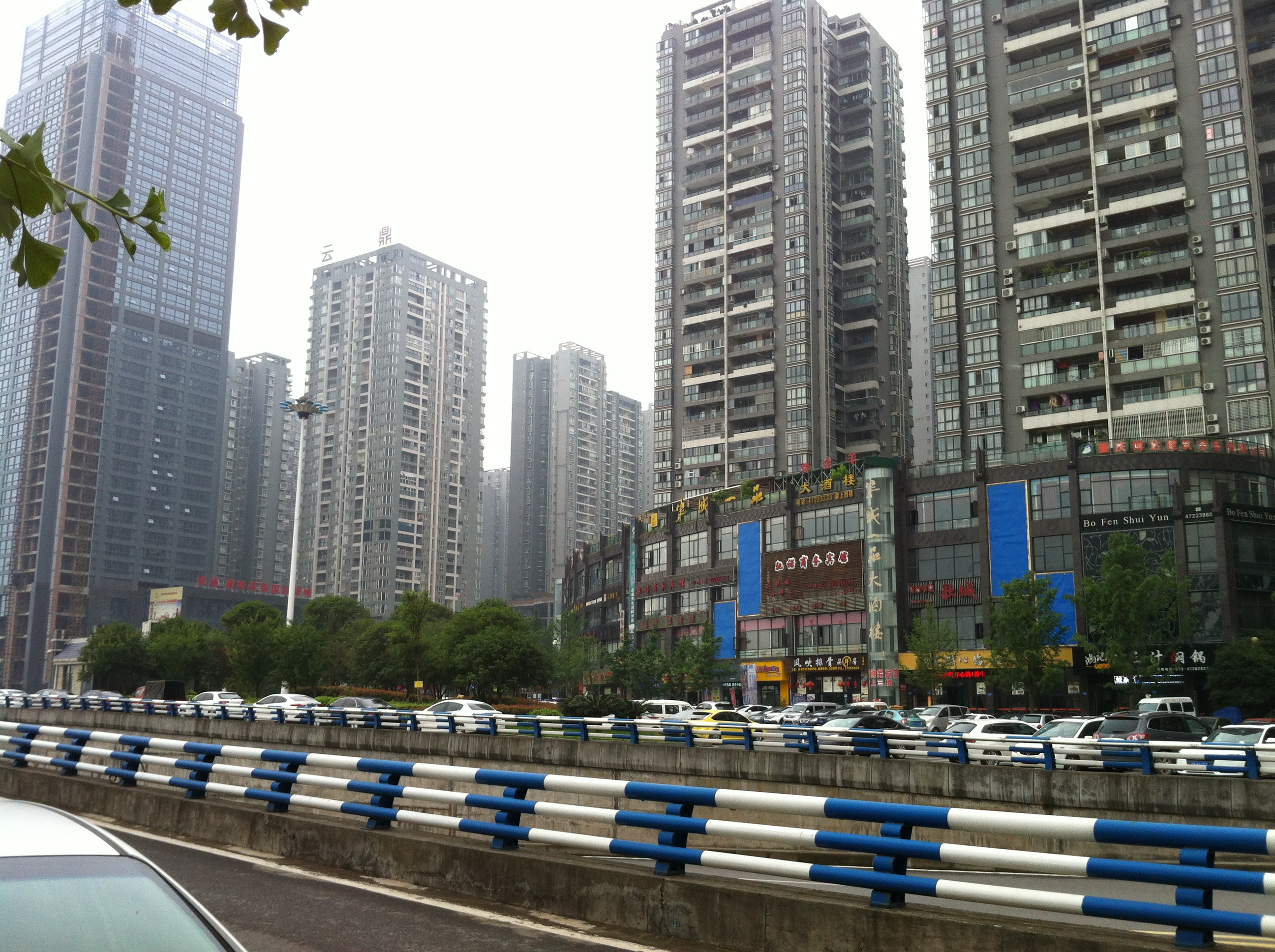
Жилой микрорайон
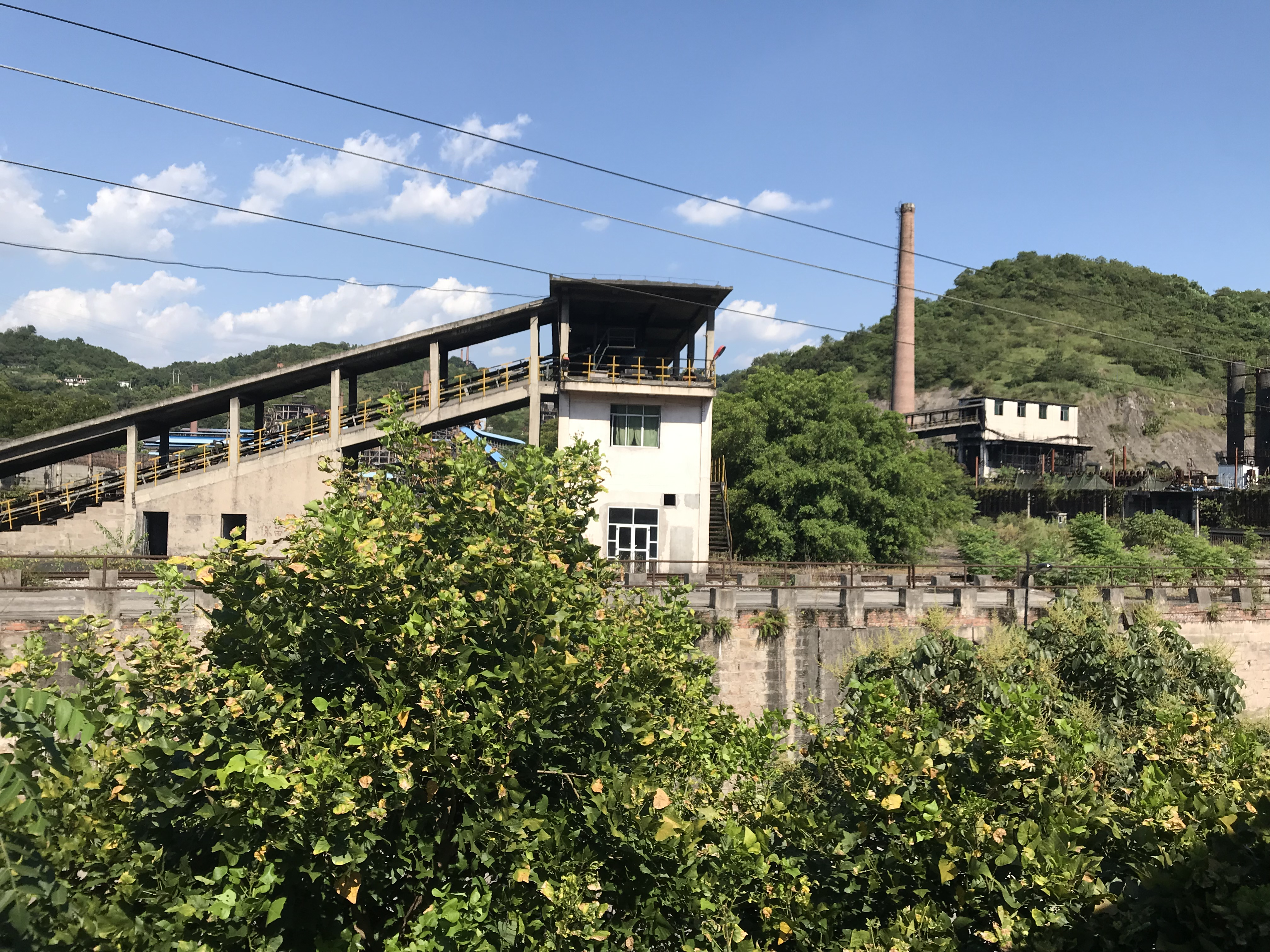
Цементный завод
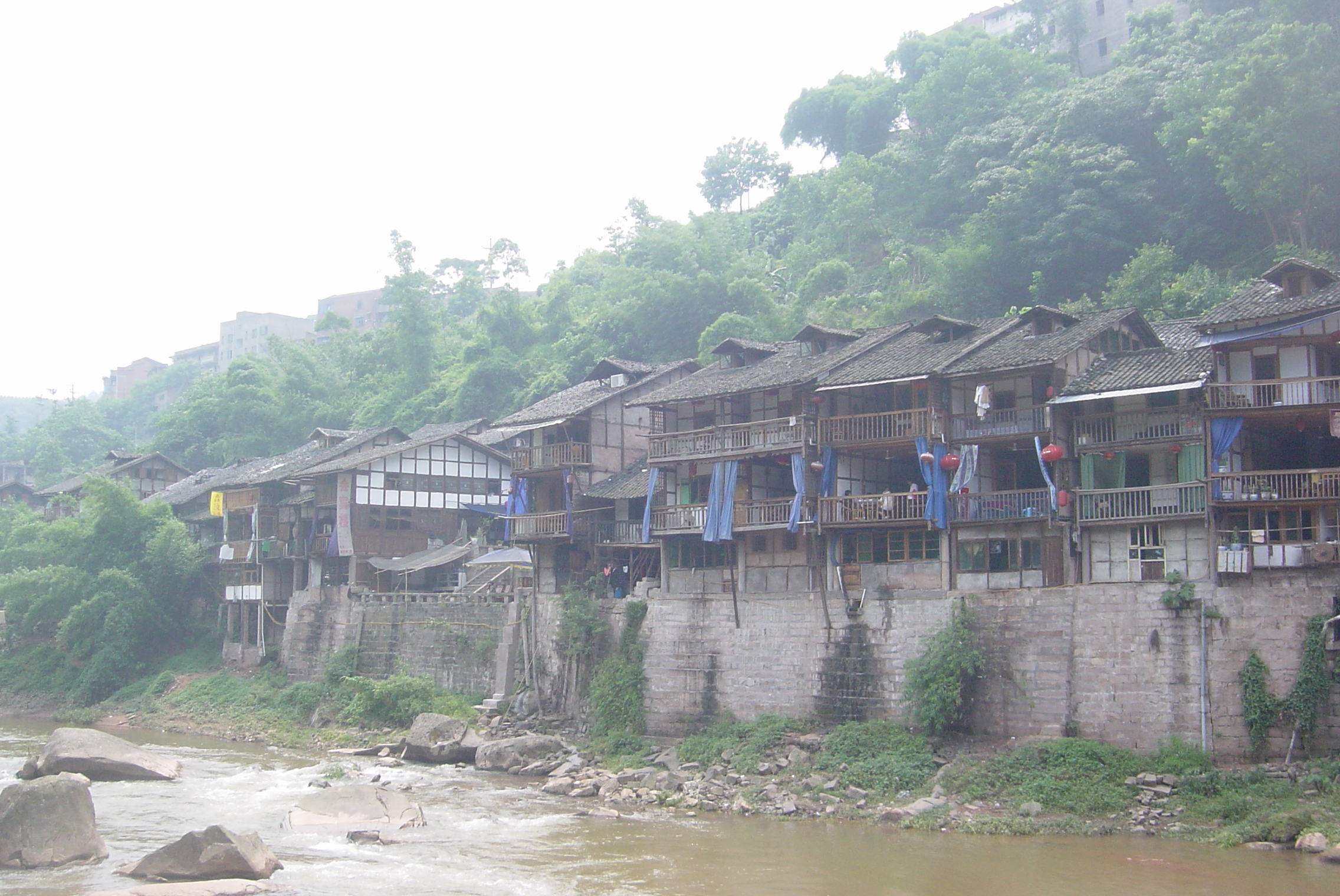
Старый город Чжуншань
Сельский храм